# Guillermo Calderón

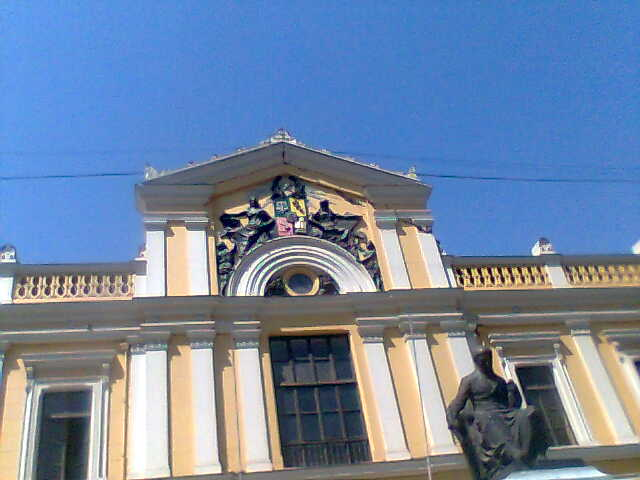
Casa central de la universidad donde estudió Guillermo Calderón, Universidad de Chile

Guillermo Calderón Labra (Santiago de Chile, 18 de marzo de 1971) es un actor, dramaturgo, guionista  y director teatral chileno. Ha sido reconocido con diversos galardones nacionales e internacionales como el Premio Altazor de las Artes Nacionales de Dramaturgia por la obra de teatro Neva (2007), el Premio Platino al Mejor Guion por la película Neruda (2017) y el Premio Osella del Festival Internacional de Cine de Venecia por El Conde (2023).

## Trayectoria
Estudió actuación en la Escuela de Teatro de la Universidad de Chile. Realizó estudios de postgrado en el Actor’s Studio en Nueva York, en la Escuela de Teatro Físico Dell’Arte en California y un Máster en Teoría del Cine en la Universidad de la Ciudad de Nueva York. Es profesor de Actuación en la escuela de teatro de la Universidad Católica de Chile. A mediados de los noventa participó en la compañía El Cancerbero, una década más tarde formó, junto a Paula Zúñiga, Trinidad González y Jorge Becker, la compañía teatral "Teatro en el Blanco" donde escribe y dirige su primera producción: Neva (2006). El colectivo se compone de egresados de la Escuela de Teatro de la Universidad de Chile, que previamente se han iniciado profesionalmente en la compañía El Cancerbero, junto a Andrés Céspedes.
Después de egresar de la Escuela de Teatro de la Universidad de Chile participa de la novela televisiva Adrenalina en Canal 13 en donde interpreta a "el Killer". Luego de Adrenalina pasó a la naciente área dramática de Megavisión, donde hizo una teleserie más, Rossabella. Posterior a ello, se retiró del género, se cansó de su rol de intérprete y descubrió, en los cursos y magísteres que realizó en Estados Unidos e Italia, que se sentía más cómodo como director. Previamente dirigió obras clásicas como una adaptación de La caída de la Casa Usher de Edgard Allan Poe e Historias de Familia.
En 2008, con la agrupación La Reina de Conchalí monta la obra Clase, que también participó en el VII Festival Internacional de Buenos Aires - FIBA 2009, con la interpretación de Roberto Farías y Francisca Lewin.
En enero de 2009, estrena Diciembre con Teatro en el Blanco donde emplea diálogos punzantes y monólogos de dimensiones épicas que siguen una curva dramática creciente, con altas dosis de humor negro y quiebres que conducen la obra a un plano reflexivo.
En 2010, dirigió la obra Los que van quedando en el camino de Isidora Aguirre, que recrea la masacre de campesinos en Ranqui, en 1934.
A comienzos de 2011 estrenó Villa+Discurso, un programa doble que se presentó en antiguos centros de tortura. Este espectáculo formó parte del VIII Festival Internacional de Buenos Aires (FIBA). Luego siguieron Beben, estrenada en Alemania en el Teatro Düsseldorfer Schauspielhaus. Posteriormente, Escuela en Chile.  
Sus obras se han presentado en innumerables países con las mejores críticas. Ha sido profesor en la Universidad de Chile, en la Pontificia Universidad Católica de Chile y en la Universidad Mayor.
Como director y dramaturgo ha originado una línea de creaciones que interpela a la platea a partir de su contenido político y de la entrega física y emocional de los actores.
Como escritor de guiones ha recibido reconocimiento internacional con proyectos cinematográficos como Violeta se fue a los cielos, Ecos del Desierto, El Club, Neruda y El Conde, entre otros. Ha trabajado con directores como Pablo Larraín, Andrés Wood y Rodrigo Sepúlveda.

## Obras

### Teatro
- Neva, estrenada el 26 de octubre de 2006 por la compañía En el Blanco, en el Centro Cultural Mori del barrio de Bellavista, en Santiago de Chile.[7]
- Clase, estrenada el 21 de agosto de 2008 por la compañía Agrupación la Reina de Conchalí en el Centro Cultural Mor, en Santiago de Chile. Con las actuaciones de Roberto Farías y Francisca Lewin.[6]
- Diciembre (2008).
- Villa + Discurso, estrenada el 16 de enero de 2011 en el Festival Santiago a Mil, su montaje se realizó en la Casa Memoria José Domingo Cañas y en Villa Grimaldi[8]
- Beben, estrenada en el Teatro Düsseldorfer Schauspielhaus de Alemania en 2012 (temblor en alemán) es el primer texto en que el creador cede sus derechos en Chile. Inspirada en el cuento El terremoto en Chile del dramaturgo alemán Heinrich Von Kleist (publicado en 1807 e inspirado en el desastre natural ocurrido en 1647)[9]
- Escuela, estrenada el 18 de enero de 2013 en el Teatro de la Universidad Católica, junto a la actuación de Luis Cerda, Mónica Carrasco, Francisca Lewin, Camila González y Carlos Ugarte.[10]
- Mateluna, estrenada en octubre de 2016 en Berlín, en el marco del festival La estética de la resistencia– Peter Weiss 100 del teatro HAU Hebbel am Ufe.[11][12]
- Feos, obra inspirada en el cuento La noche de los feos, de Mario Benedetti; estrenada en diciembre de 2015 por la compañía de teatro con marionetas Teatro y su Doble[13]
- Dragón (2019)
- Vaca, estrenada en agosto de 2024 en Weimar, Alemania, junto a la actuación de Camila Brito, Francisca Lewin, Luis Cerda en el marco del Kunstfest Weimar[14][15]

### Guion
- Puente (2011), cortometraje de ficción del director chileno Werner Giesen, estrenado en Santiago Festival Internacional de Cine.[16]
- Violeta se fue a los cielos (2011), película de Andrés Wood, estrenada en Chile [17][18]
- El club (2015), película de Pablo Larrain estrenada en el Festival de Cine de Berlín (Berlinale), ganadora del Oso de Plata[19][20]
- Neruda (2016), película basada en la historia del poeta chileno Premio Nobel, estrenada en el Festival de Cannes dentro de la Quincena de realizadores[21]
- Araña (2019), película dirigida por Andrés Wood.[22]
- Ardiente paciencia (2022), película dirigida por Rodrigo Sepúlveda.
- El Conde (2023), película dirigida por Pablo Larraín, una comedia negra de terror en la que Augusto Pinochet es un vampiro que busca su propia muerte. El guion, coescrito entre Calderón y Larraín, ganó el premio Osella en el Festival Internacional de Cine de Venecia (2023).

## Premios y reconocimientos
- Premio del Círculo de Críticos de Arte a la Mejor Obra (2006) por Neva[23]
- Premio Altazor de las Artes Nacionales (2007) categoría Artes escénicas, Dramaturgia por Neva[24]
- Premio Altazor 2008, categoría Dramaturgia por Escuela[25]
- Premio José Nuez Martín 2008 de la Facultad de Letras de la Universidad Católica junto a la fundación homónima[26]
- Premio Platino al Mejor Guion (2016) por Neruda[27][28]
- Premio Osella al Mejor Guion (2023) por El Conde.